# Rathaus (Grafenrheinfeld)

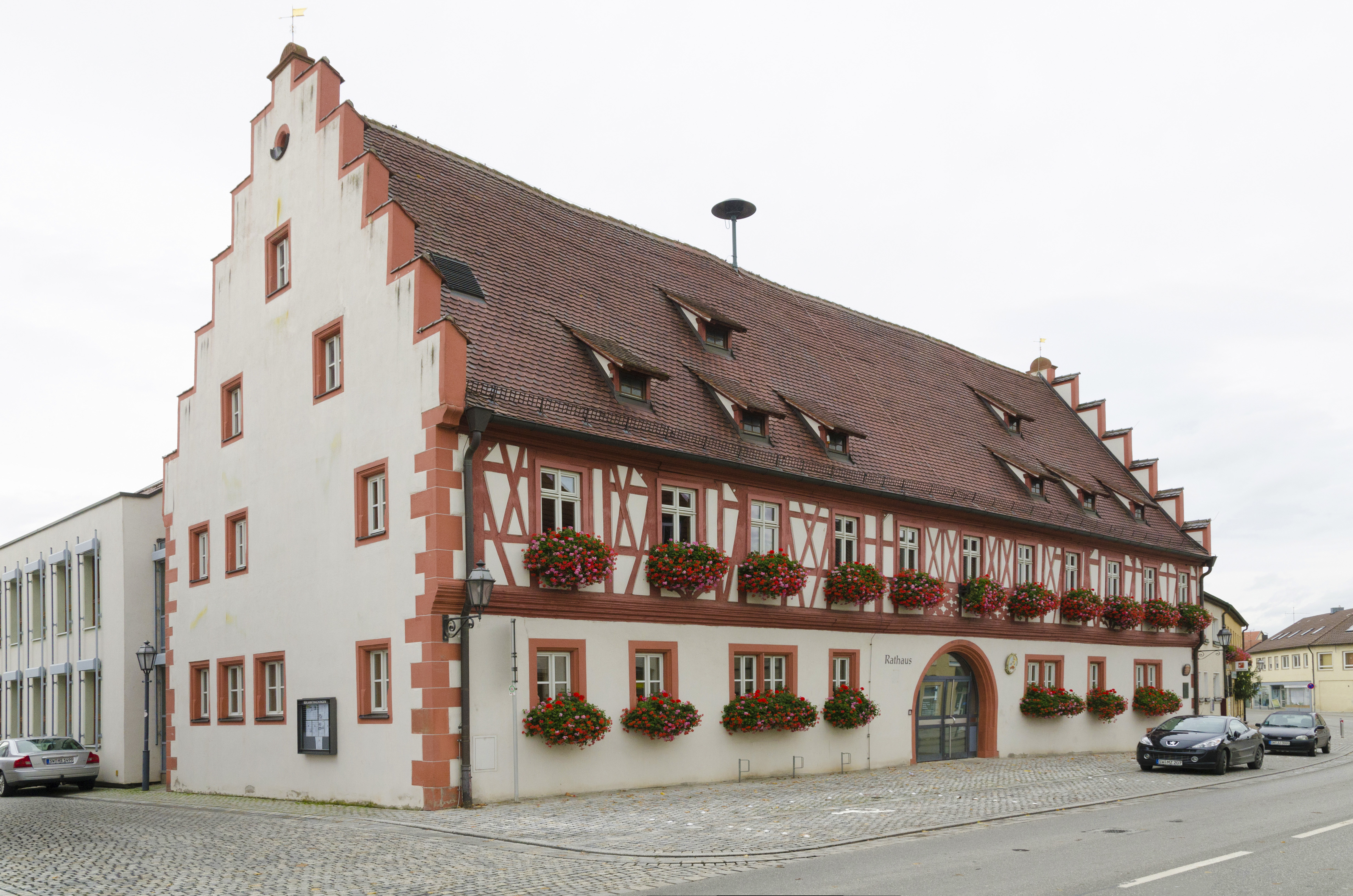
Rathaus in Grafenrheinfeld

Das Rathaus in Grafenrheinfeld, einer Gemeinde im unterfränkischen Landkreis Schweinfurt (Bayern), wurde 1602 errichtet. Das Rathaus am Marktplatz 1 ist ein geschütztes Baudenkmal.
Der zweigeschossige traufseitige Satteldachbau der Spätrenaissance mit Treppengiebeln besitzt ein Fachwerkobergeschoss.